# Мірза Мальком-хан
Мірза Мелкум Хан (перс. میرزا ملکم خان; титул - Нізам од-Доуле; 1834, Нова Джульфа — 1908, Лозанна) — іранський просвітитель-реформатор, основоположник іранської драматургії, публіцист та дипломат. Прихильник іранського масонства, активний учасник Іранської конституційної революції. Був прихильником соціального дарвінізму та бажав розвитку Ірану за принципом змодельованих на цінностях просвітництва, а також наполягав на поверненні країни до «перської», доісламскої спадщини.

## Біографія
Мірза Мелкум Хан народився у 1834 році у Новій Джульфі (район Ісфахана, куди були переселені Шахом Абассом вірмени Джуги), у вірменській сім'ї. У десятирічному віці був відправлений у Париж, де з 1843 по 1851 рік навчався у вірменській школі Самуеля Мурадяна, а потім у Політехнічній школі. Саме тут - у Європі - світоглядною основою для всієї діяльності Мальком-хана стало сприйняття ним західноєвропейської культури, яка, зокрема, виявилася і в його масонстві.
Після закінчення Політехнічного коледжу, він повернувся до Персії, де був прийнятий на державну службу і був призначений драгоманом (дипломатом-перекладачем) в іранське посольство у Стамбулі.
З 1852 року Мелкум Хан п'ять років викладав у політехнічному університеті Дар-уль-Фунун в Тегерані. У 1857 році він був відправлений у Париж на дипломатичну службу. У 1856-57 у складі іранської делегації в Парижі брав участь в укладенні мирного договору з Великою Британією, що поклала край англо-перської війни. Після повернення в 1858 році в Іран, склав проєкт реформ за європейським зразком, ідею про яких пропагував у створеній ним організації «Будинок забуття». У 1862 році товариство за вказівкою Насреддін-шаха було розгромлено, а Мелкум Хан заарештований і висланий з країни. Трохи пізніше він повернувся в країну і отримав посаду радника при іранському послі Мирзі Гусейн-хані Сипахсаларі у Стамбулі, там же в 1861 році Мірза Мальком-хан видав три сатиричні п'єси на соціально-політичну тему: «Пригода Ашраф-хана, губернатора Арабистана», «Методи управління Заман-хана з Боруджерда» і «Шахкули - мірза вирушає в паломництво в Кербелу». Таким чином видавши ці п'єси Мальком-хан став основоположником іранської драматургії, хоча його роботи призначалися більше для читання і в театрах ніколи не ставилися.

Усвідомлюючи невідповідність арабського алфавіту звуковій системі іранських мов (включаючи як перську, так і рідну йому вірменську), Мальком-хан з 1863 року починає захоплено працювати над проєктом реформи персько-арабської писемності. Зокрема, він домагався хоча б мінімального спрощення перського письма: введення особливих букв для позначення всіх голосних перської мови і роздільного написання кожної букви. Вважаючи реформу алфавіту — двигуном прогресу Мальком-хан говорив: 
Я бився, над цим питанням понад 20 років, живучи у мусульманських країнах; я 20 років казав, що ісламські народи зможуть рухатися вперед шляхом прогресу лише після того, як вони вирішать пристосувати свою абетку до сучасної європейської техніки— М. Ісаєв, Сто тридцать равноправных: о языках народов СССР // Видавництво «Наука», 1970 стр 14(191)
 Однак, нововведення наштовхнулися на шалений опір реакційного мусульманського духовенства. Проєкт реформатора так і не був реалізований, проте сам Мальком-хан на основі запропонованої ним полегшеної графіки видав кілька книг.
Часто Мелкум Хан висловлював думку про насильницьке повалення гніту каджарської династії в Ірані, при цьому у своїх творах він не розвинув її.
Найбільш значними з перших робіт Мальком-хана є «Книга про людяність», «Джерело прогресу», «Шейх і вазір», «Книжечка про приховане». В них ставляться проблеми: людина та суспільство, роль науки та освіти. Він зображує іранське селянство, у п'єсі «Розповідь про поїздку шах-Кулі Мірзи в Кербелу» Мальком-хан намагається розкрити тему народу, яка знаходить свою поглиблену розробку у Зейн-оль-Абедіна Марагеи При цьому його ставлення до народу було двоїстим: він підкреслював свою повагу до народу, але в той же час вважав що той не дозрів для участі в управлінні держави і законодавчої діяльності.
У 1871 році Мірза Гусейн-хан Сипахсалар, що став главою іранського уряду, призначає Мальком-хана своїм радником. Наприкінці 70-х і 80-х років XIX століття був дипломатичним представником Ірану в різних європейських країнах. У 1889 році Мелкум Хан був відсторонений від державної служби, однак через кілька місяців був призначений посланником в Рим.
З 1890 року проживав у Лондоні, де понад 3-х років видавав газету «Канун» («Закон»; вийшло 42 номери), що відіграла помітну роль у розвитку суспільств, думки в Ірані. Газета нелегально доставлялася в Іран і, попри переслідування владою її читачів, набувала поширення. У статтях, опублікованих на сторінках газети, а також у літературно-критичних та політичних трактатах Мальком-хан виступав за встановлення конституційного ладу в Ірані, вимагав проведення реформ, спрямованих на подолання економічної і культурної відсталості країни. Ідеї Мальком-хана, так само як і проста та ясна мова його творів, справили великий вплив на розвиток нової перської публіцистики та літератури.
У 1898 році знову призначений посланцем у Рим, йому подарований титул «Низам од-Доуле». Послом в Італії Мальком-хан перебував аж до своєї смерті у 1908 році.
Його сином був Ферідун Мальком-хан, історик та спортсмен, учасник Олімпійських ігор 1900 року.

## Просвітницька діяльність та філософські ідеї
Вельми можливим є, що його вивчення французької мови мало наслідком також і читання творів класиків епохи Просвітництва в особі Вольтера, Монтеск'є, Руссо, Дідро та інших письменників. Загальна їх риса — раціоналізм, критично розглядає питання політичного і соціального характеру, тоді як німецькі просвітителі цієї епохи були більше стурбовані розв'язанням нагальних питань релігійно-морального аспекту, що наділило його таким самобутнім релігійним баченням, яке він вважав найприйнятнішим і найпривабливішим для себе в цей момент історії людства і в цьому оточенні. Також є відомості, що він був якимось чином пов'язаний з Франкмасонством; багато іранців на початку цього століття мали дуже неясне уявлення про Франкмасонстве, вважаючи, що воно є заміною релігії та виходом за її рамки. Можливо, він стикався з Франкмасонством, перебуваючи в Британській Індії, відвідуючи Ложі.